# Bisaltes ptericoptoides
Bisaltes ptericoptoides är en skalbaggsart som beskrevs av Stefan von Breuning 1942. Bisaltes ptericoptoides ingår i släktet Bisaltes och familjen långhorningar. Inga underarter finns listade.